# Shaundell Horton
Shaundell Horton is een Guyaans-Surinaams beeldend kunstenaar. Ze hield haar eerste solo-expositie in 2012. Buiten Suriname was haar werk te zien in onder meer Amsterdam en Londen.

## Biografie
Shaundell Horton werd geboren in Guyana en verhuisde op haar achtste met haar ouders naar Suriname. Als kind was ze dol op tekenen en tijdens bezoeken aan haar oma bekeek ze kunstboeken. Tijdens haar schooljaren zwakte haar interesse in het tekenen wat af, maar door verschillende gebeurtenissen in haar leven kwam haar interesse opnieuw tot leven. Ze ging voor haar kunststudie naar de Nola Hatterman Art Academy in Paramaribo en studeerde hier af in 2011.
Ze specialiseerde zich in het vak Experimenteren en ontwikkelde nog tijdens haar studie een eigen stijl. Haar collages kenmerken zich door warme bruine en oker tinten, een techniek die ze leerde van gastdocenten van de Gerrit Rietveld Academie uit Amsterdam. Ze gebruikt voor haar collages geregeld gebruikte theezakjes. Vaak voegde ze elementen uit haar geboorteland toe.
In 2013 ging Shaundell als artist in residence naar Miami in Florida. Hier deed ze nieuwe indrukken op. In haar latere werk ligt haar focus meer op de portrettering van menselijke emoties en het milieu en minder op Guyana.
Haar eerste solo-expositie hield ze in 2012 in Fort Nieuw-Amsterdam. Haar werk is te zien op diverse plaatsen in Suriname, waaronder met een vaste collectie in de Readytex Art Gallery. Buiten Suriname was haar werk te zien tijdens de Veldwerkexpo in Oostknollendam (2010) en tijdens een reizende groepsexpositie (2016-2017) langs meerdere steden in het buitenland, waaronder Amsterdam (Hermitage) en Londen. Tijdens de coronacrisis in Suriname was haar werk te zien op de virtuele expositie van de Museums Association of the Caribbean (MAC).